# Mourtaza Rakhimov
Mourtaza Goubaïdoullovitch Rakhimov (en russe : Муртаза Губайдуллович Рахимов ; en bachkir : Мортаза Ғөбәйҙулла улы Рәхимов, Mortaza Ğöbäyźulla ulı Räximov), né le 7 février 1934 à Tavakanovo (République socialiste soviétique autonome bachkire) et mort le 11 janvier 2023 à Oufa (Russie), est un homme politique russe du peuple bachkir.

## Biographie
Mourtaza Rakhimov a été le premier président de la république de Bachkirie de 1993 à 2010.